# 恆鉞
奉恩鎮國公恆鉞（1911年9月28日—？），奉恩鎮國公毓岐長子，母妻博爾濟吉特氏，其父為那爾蘇，儀親王系第七代。
他在宣統三年八月（1911年）出生，民國七年二月（1917年）接替父親成為儀親王第七代，但因為儀親王並非世襲罔替的爵位，因此他的封爵只是奉恩鎮國公。